# Plaza Bolívar (El Valle)
La plaza Bolívar de El Valle es un espacio público localizado en la avenida Intercomunal de El Valle cerca de la estación de metro de Caracas de la línea 3 del mismo nombre, de la Iglesia de El Valle y Centro comercial El Valle, en la Parroquia El Valle del Municipio Libertador del Distrito Capital al oeste de la ciudad de Caracas y al centro norte del país sudamericano de Venezuela. 
La Plaza fue reinaugurada el 25 de julio de 2012, con el diseño de Alejandro Haiek, arquitecto y director del Colectivo de Arquitectura Lab Pro Fab que recibió el Premio de Diseño Urbano de la Bienal de Arquitectura Nacional y Sudamericana, en un evento realizado en Maracaibo, Estado Zulia.
La plaza que tiene valor histórico posee diversos jardines  y plantas con bancos que están dispuestos en torno a una escultura pedestre diseñada para honrar a Simón Bolívar, héroe nacional de Venezuela.